# Voggenöd
Voggenöd ist ein Gemeindeteil der Großen Kreisstadt Erding im Landkreis Erding, Oberbayern.

## Lage
Die Einöde liegt rund vier Kilometer südöstlich von Erding.

## Gemeinde
Voggenöd gehörte zur Gemeinde Altenerding und wurde im Zuge der Gebietsreform in Bayern mit dieser am 1. Mai 1978 in die Stadt Erding eingegliedert.